# Ricky Nelson
Eric Hilliard Nelson (8 tháng 5 năm 1940 - 31 tháng 12 năm 1985), được gọi biệt danh nghề nghiệp là Ricky Nelson, là một ngôi sao nhạc pop, nhạc sĩ, và nhạc sĩ người Mỹ. Từ tám tuổi, anh đóng vai chính cùng gia đình trong bộ phim phát thanh và truyền hình The Adventures of Ozzie and Harriet. 
Năm 1957, anh bắt đầu sự nghiệp lâu dài và thành công với tư cách là một nghệ sĩ thu âm nổi tiếng. Là một trong những "thần tượng tuổi teen" hàng đầu của thập niên 1950, danh tiếng của anh đã dẫn đến một vai diễn trong phim điện ảnh đóng cùng với John Wayne và Dean Martin trong phim Western của Howard Hawks tựa Rio Bravo (1959). Anh đã có 53 bài hát trên  Billboard  Hot 100, và những bản tiền nhiệm của nó, từ năm 1957 đến năm 1973, bao gồm "Poor Little Fool" vào năm 1958, đây là bài hát số 1 trên Billboard mới được tạo ra Bảng xếp hạng Hot 100. Anh đã ghi thêm 19 lần lọt vào Top 10 và được giới thiệu vào Đại sảnh Danh vọng Rock and Roll vào ngày 21 tháng 1 năm 1987. Năm 1996, Nelson được xếp hạng # 49 trên 50 Ngôi sao truyền hình vĩ đại nhất mọi thời đại của TV Guide.
Nelson bắt đầu sự nghiệp giải trí vào năm 1949 khi tham gia bộ phim sitcom radio The Adventures of Ozzie and Harriet. Năm 1952, anh xuất hiện trong bộ phim đầu tiên của mình, Here Come the Nelsons. Năm 1957, anh thu âm đĩa đơn đầu tiên, ra mắt với tư cách ca sĩ trên phiên bản truyền hình của sitcom và phát hành album số 1 có tựa đề Ricky. Năm 1958, Nelson đã phát hành đĩa đơn số 1 đầu tiên của mình, "Poor Little Fool", và vào năm 1959 đã nhận được một đề cử Quả cầu vàng cho "Diễn viên nam triển vọng nhất" sau khi đóng vai chính trong  Rio Bravo . Một vài bộ phim theo sau, và khi bộ phim truyền hình bị hủy bỏ vào năm 1966, Nelson thỉnh thoảng xuất hiện với tư cách là một khách mời trong các chương trình truyền hình khác nhau.
Nelson và Sharon Kristin Harmon đã kết hôn vào ngày 20 tháng 4 năm 1963 và ly dị vào tháng 12 năm 1982. Họ có bốn người con: Tracy Kristine, hai con trai sinh đôi Gunnar Eric và Matthew Grey và Sam Hilliard.

## Thời trẻ
Nelson sinh ngày 8 tháng 5 năm 1940, tại Teaneck, New Jersey. Nelson được gọi là "Ricky" từ khi sinh ra (Bashe 16). Nelson]] (ngày 20 tháng 3 năm 1906 & ndash; ngày 3 tháng 6 năm 1975). Cha của ông Ozzie người có nửa dòng máu Thụy Điển. Con trai lớn của Nelsons là diễn viên David Nelson (ngày 24 tháng 10 năm 1936 & ndash; ngày 11 tháng 1 năm 2011).